# 费鲁乔·里托萨
费鲁乔·里托萨（義大利語：Ferruccio Ritossa，1936年2月26日—2014年1月9日）是一位意大利遗传学家，最知名的贡献是在模式生物黑腹果蝇（Drosophila melanogaster）中发现了热休克反应。